# 2018-as labdarúgó-világbajnokság-selejtező (UEFA – A csoport)
A 2018-as labdarúgó-világbajnokság európai selejtező, A csoportjának eredményeit tartalmazó lapja. A csoport sorsolását 2015. július 25-én tartották Szentpéterváron. A csoportban a csapatok körmérkőzéses, oda-visszavágós rendszerben játszanak egymással. A csoportelső automatikus résztvevője a világbajnokságnak, a csoport második helyezettje pótselejtezőt játszott.
A csoportban Hollandia, Franciaország, Svédország, Bulgária, Fehéroroszország és Luxemburg szerepelt. Franciaország kijutott a világbajnokságra, Svédország pótselejtezőt játszott.

## Tabella
| Hely. | Csapat           | M  | Gy | D | V | G+ | G– | Gk  | P  | Továbbjutás                         |     | Franciaország | Svédország | Hollandia | Bulgária | Luxemburg | Fehéroroszország |
| ----- | ---------------- | -- | -- | - | - | -- | -- | --- | -- | ----------------------------------- | --- | ------------- | ---------- | --------- | -------- | --------- | ---------------- |
| 1.    | Franciaország    | 10 | 7  | 2 | 1 | 18 | 6  | +12 | 23 | Kijutott a 2018-as világbajnokságra |     | —             | 2–1        | 4–0       | 4–1      | 0–0       | 2–1              |
| 2.    | Svédország       | 10 | 6  | 1 | 3 | 26 | 9  | +17 | 19 | Pótselejtező                        |     | 2–1           | —          | 1–1       | 3–0      | 8–0       | 4–0              |
| 3.    | Hollandia        | 10 | 6  | 1 | 3 | 21 | 12 | +9  | 19 |                                     |     | 0–1           | 2–0        | —         | 3–1      | 5–0       | 4–1              |
| 4.    | Bulgária         | 10 | 4  | 1 | 5 | 14 | 19 | −5  | 13 |                                     | 0–1 | 3–2           | 2–0        | —         | 4–3      | 1–0       |                  |
| 5.    | Luxemburg        | 10 | 1  | 3 | 6 | 8  | 26 | −18 | 6  |                                     | 1–3 | 0–1           | 1–3        | 1–1       | —        | 1–0       |                  |
| 6.    | Fehéroroszország | 10 | 1  | 2 | 7 | 6  | 21 | −15 | 5  |                                     | 0–0 | 0–4           | 1–3        | 2–1       | 1–1      | —         |                  |

## Mérkőzések
Az időpontok közép-európai idő szerint értendők.
| 2016. szeptember 6. 20:45 (21:45 UTC+3) |

| Fehéroroszország | 0–0         | Franciaország |
| ---------------- | ----------- | ------------- |
|                  | Jegyzőkönyv |               |

| Borisov Arena, Bariszav Nézőszám: 12 920 Játékvezető: Ovidiu Hațegan (román) |

| 2016. szeptember 6. 20:45 (21:45 UTC+3) |

| Bulgária                                             | 4–3               | Luxemburg                     |
| ---------------------------------------------------- | ----------------- | ----------------------------- |
| Rangelov 16' Marcelinho 65' I. Popov 79' Tonev 90+2' | (1–0) Jegyzőkönyv | Joachim 60' 62' Bohnert 90+1' |

| Vasil Levski National Stadium, Szófia Nézőszám: 4202 Játékvezető: Gediminas Mažeika (litván) |

| 2016. szeptember 6. 20:45 (20:45 UTC+2) |

| Svédország | 1–1               | Hollandia    |
| ---------- | ----------------- | ------------ |
| Berg 43'   | (1–0) Jegyzőkönyv | Sneijder 67' |

| Friends Arena, Solna Nézőszám: 36 128 Játékvezető: Daniele Orsato (olasz) |

| 2016. október 7. 20:45 (20:45 UTC+2) |

| Franciaország                           | 4–1               | Bulgária                   |
| --------------------------------------- | ----------------- | -------------------------- |
| Gameiro 23' 59' Payet 26' Griezmann 38' | (3–1) Jegyzőkönyv | Alekszandrov 6' (11-esből) |

| Stade de France, Saint-Denis Nézőszám: 65 475 Játékvezető: Luca Banti (olasz) |

| 2016. október 7. 20:45 (20:45 UTC+2) |

| Luxemburg | 0–1               | Svédország |
| --------- | ----------------- | ---------- |
|           | (0–0) Jegyzőkönyv | Lustig 58' |

| Stade Josy Barthel, Luxembourg Nézőszám: 5057 Játékvezető: Ivan Bebek (horvát) |

| 2016. október 7. 20:45 (20:45 UTC+2) |

| Hollandia                               | 4–1               | Fehéroroszország |
| --------------------------------------- | ----------------- | ---------------- |
| Promes 15' 31' Klaassen 56' Janssen 64' | (2–0) Jegyzőkönyv | Rios 47'         |

| De Kuip, Rotterdam Nézőszám: 41 200 Játékvezető: Craig Thomson (skót) |

| 2016. október 10. 20:45 (21:45 UTC+3) |

| Fehéroroszország | 1–1               | Luxemburg   |
| ---------------- | ----------------- | ----------- |
| Savitski 80'     | (0–0) Jegyzőkönyv | Joachim 85' |

| Borisov Arena, Bariszav Nézőszám: 9011 Játékvezető: Tobias Welz (német) |

| 2016. október 10. 20:45 (20:45 UTC+2) |

| Hollandia | 0–1               | Franciaország |
| --------- | ----------------- | ------------- |
|           | (0–1) Jegyzőkönyv | Pogba 30'     |

| Amsterdam Arena, Amszterdam Nézőszám: 50 220 Játékvezető: Damir Skomina (szlovén) |

| 2016. október 10. 20:45 (20:45 UTC+2) |

| Svédország                              | 3–0               | Bulgária |
| --------------------------------------- | ----------------- | -------- |
| Toivonen 39' Hiljemark 45' Lindelöf 58' | (2–0) Jegyzőkönyv |          |

| Friends Arena, Solna Nézőszám: 21 777 Játékvezető: Michael Oliver (angol) |

| 2016. november 11. 20:45 (20:45 UTC+1) |

| Franciaország       | 2–1               | Svédország   |
| ------------------- | ----------------- | ------------ |
| Pogba 58' Payet 65' | (0–0) Jegyzőkönyv | Forsberg 55' |

| Stade Josy Barthel, Luxembourg Nézőszám: 80 000 Játékvezető: Milorad Mažić (szerb) |

| 2016. november 13. 18:00 (19:00 UTC+2) |

| Bulgária  | 1–0               | Fehéroroszország |
| --------- | ----------------- | ---------------- |
| Popov 10' | (1–0) Jegyzőkönyv |                  |

| Stade de France, Saint-Denis Nézőszám: 1994 Játékvezető: Stephan Klossner (svájci) |

| 2016. november 13. 18:00 (18:00 UTC+1) |

| Luxemburg             | 1–3               | Hollandia                |
| --------------------- | ----------------- | ------------------------ |
| Chanot 44' (11-esből) | (1–1) Jegyzőkönyv | Robben 36' Depay 58' 84' |

| Vasil Levski National Stadium, Szófia Nézőszám: 8000 Játékvezető: Anthony Taylor (angol) |

| 2017. március 25. 18:00 (18:00 UTC+1) |

| Svédország                                            | 4–0               | Fehéroroszország |
| ----------------------------------------------------- | ----------------- | ---------------- |
| Forsberg 19' (11-esből) 49' Berg 57' Kiese Thelin 78' | (1–0) Jegyzőkönyv |                  |

| Friends Arena, Solna Nézőszám: 31 243 Játékvezető: Harald Lechner (osztrák) |

| 2017. március 25. 20:45 (21:45 UTC+2) |

| Bulgária     | 2–0               | Hollandia |
| ------------ | ----------------- | --------- |
| Delev 5' 20' | (2–0) Jegyzőkönyv |           |

| Vasil Levski National Stadium, Szófia Nézőszám: 10 900 Játékvezető: William Collum (skót) |

| 2017. március 25. 20:45 (20:45 UTC+1) |

| Luxemburg              | 1–3               | Franciaország                           |
| ---------------------- | ----------------- | --------------------------------------- |
| Joachim 34' (11-esből) | (1–2) Jegyzőkönyv | Giroud 28' 77' Griezmann 37' (11-esből) |

| Josy Barthel Stadium, Luxembourg Nézőszám: 8000 Játékvezető: Andris Treimanis (lett) |

| 2017. június 9. 20:45 (21:45 UTC+3) |

| Fehéroroszország                    | 2–1               | Bulgária         |
| ----------------------------------- | ----------------- | ---------------- |
| Sivakow 33' (11-esből) Savitski 80' | (1–0) Jegyzőkönyv | Kostadinov 90+1' |

| Borisov Arena, Bariszav Nézőszám: 6150 Játékvezető: Matej Jug (szlovén) |

| 2017. június 9. 20:45 (20:45 UTC+2) |

| Hollandia                                                               | 5–0               | Luxemburg |
| ----------------------------------------------------------------------- | ----------------- | --------- |
| Robben 21' Sneijder 34' Wijnaldum 62' Promes 70' Janssen 84' (11-esből) | (2–0) Jegyzőkönyv |           |

| De Kuip, Rotterdam Nézőszám: 41 300 Játékvezető: Bartosz Frankowski (lengyel) |

| 2017. június 9. 20:45 (20:45 UTC+2) |

| Svédország                | 2–1               | Franciaország |
| ------------------------- | ----------------- | ------------- |
| Durmaz 43' Toivonen 90+4' | (1–1) Jegyzőkönyv | Giroud 37'    |

| Friends Arena, Solna Nézőszám: 48 783 Játékvezető: Martin Atkinson (angol) |

| 2017. augusztus 31. 20:45 (21:45 UTC+3) |

| Bulgária                               | 3–2               | Svédország          |
| -------------------------------------- | ----------------- | ------------------- |
| Manolev 12' Kostadinov 33' Chochev 79' | (2–2) Jegyzőkönyv | Lustig 29' Berg 44' |

| Vasil Levski National Stadium, Szófia Nézőszám: 12 121 Játékvezető: Paolo Tagliavento (olasz) |

| 2017. augusztus 31. 20:45 (20:45 UTC+2) |

| Franciaország                            | 4–0               | Hollandia |
| ---------------------------------------- | ----------------- | --------- |
| Griezmann 14' Lemar 73' 88' Mbappé 90+1' | (1–0) Jegyzőkönyv |           |

| Stade de France, Saint-Denis Nézőszám: 79 551 Játékvezető: Gianluca Rocchi (olasz) |

| 2017. augusztus 31. 20:45 (20:45 UTC+2) |

| Luxemburg   | 1–0               | Fehéroroszország |
| ----------- | ----------------- | ---------------- |
| da Mota 60' | (0–0) Jegyzőkönyv |                  |

| Stade Josy Barthel, Luxembourg Nézőszám: 2752 Játékvezető: Clayton Pisani (máltai) |

| 2017. szeptember 3. 18:00 (19:00 UTC+3) |

| Fehéroroszország | 0–4               | Svédország                                               |
| ---------------- | ----------------- | -------------------------------------------------------- |
|                  | (0–3) Jegyzőkönyv | Forsberg 18' Nyman 24' Berg 37' Granqvist 84' (11-esből) |

| Borisov Arena, Bariszav Nézőszám: 6431 Játékvezető: Tobias Stieler (német) |

| 2017. szeptember 3. 18:00 (18:00 UTC+2) |

| Hollandia                 | 3–1               | Bulgária       |
| ------------------------- | ----------------- | -------------- |
| Pröpper 7' 80' Robben 67' | (1–0) Jegyzőkönyv | Kostadinov 69' |

| Amsterdam Arena, Amszterdam Nézőszám: 47 079 Játékvezető: Anasztásziosz Szidirópulosz (görög) |

| 2017. szeptember 3. 20:45 (20:45 UTC+2) |

| Franciaország | 0–0         | Luxemburg |
| ------------- | ----------- | --------- |
|               | Jegyzőkönyv |           |

| Stade Municipal, Toulouse Nézőszám: 31 177 Játékvezető: Alekszandar Sztavrev (macedón) |

| 2017. október 7. 18:00 (18:00 UTC+2) |

| Svédország                                                                           | 8–0               | Luxemburg |
| ------------------------------------------------------------------------------------ | ----------------- | --------- |
| Granqvist 10' (11-esből) 67' (11-esből) Berg 18' 37' 54' 71' Lustig 60' Toivonen 76' | (3–0) Jegyzőkönyv |           |

| Friends Arena, Solna Játékvezető: Hüseyin Göçek (török) |

| 2017. október 7. 20:45 (21:45 UTC+3) |

| Fehéroroszország | 1–3               | Hollandia                                     |
| ---------------- | ----------------- | --------------------------------------------- |
| Volodko 55'      | (0–1) Jegyzőkönyv | Pröpper 24' Robben 84' (11-esből) Depay 90+3' |

| Borisov Arena, Bariszav Játékvezető: Michael Oliver (angol) |

| 2017. október 7. 20:45 (21:45 UTC+3) |

| Bulgária | 0–1               | Franciaország |
| -------- | ----------------- | ------------- |
|          | (0–1) Jegyzőkönyv | Matuidi 3'    |

| Vasil Levski National Stadium, Szófia Játékvezető: Antonio Mateu Lahoz (spanyol) |

| 2017. október 10. 20:45 (20:45 UTC+2) |

| Franciaország            | 2–1               | Fehéroroszország |
| ------------------------ | ----------------- | ---------------- |
| Griezmann 27' Giroud 33' | (2–1) Jegyzőkönyv | Saroka 44'       |

| Stade de France, Saint-Denis Játékvezető: Halis Özkahya (török) |

| 2017. október 10. 20:45 (20:45 UTC+2) |

| Luxemburg   | 1–1               | Bulgária    |
| ----------- | ----------------- | ----------- |
| O. Thill 3' | (1–0) Jegyzőkönyv | Chochev 68' |

| Stade Josy Barthel, Luxembourg Játékvezető: Vad István (magyar) |

| 2017. október 10. 20:45 (20:45 UTC+2) |

| Hollandia                 | 2–0               | Svédország |
| ------------------------- | ----------------- | ---------- |
| Robben 16' (11-esből) 40' | (2–0) Jegyzőkönyv |            |

| Amsterdam Arena, Amsterdam Játékvezető: Szergej Karaszjov (orosz) |